# Joseph Mertens
Joseph Mertens (Tienen, 17 gennaio 1921 – Wezembeek-Oppem, 1º luglio 2007) è stato un archeologo belga.

## Biografia

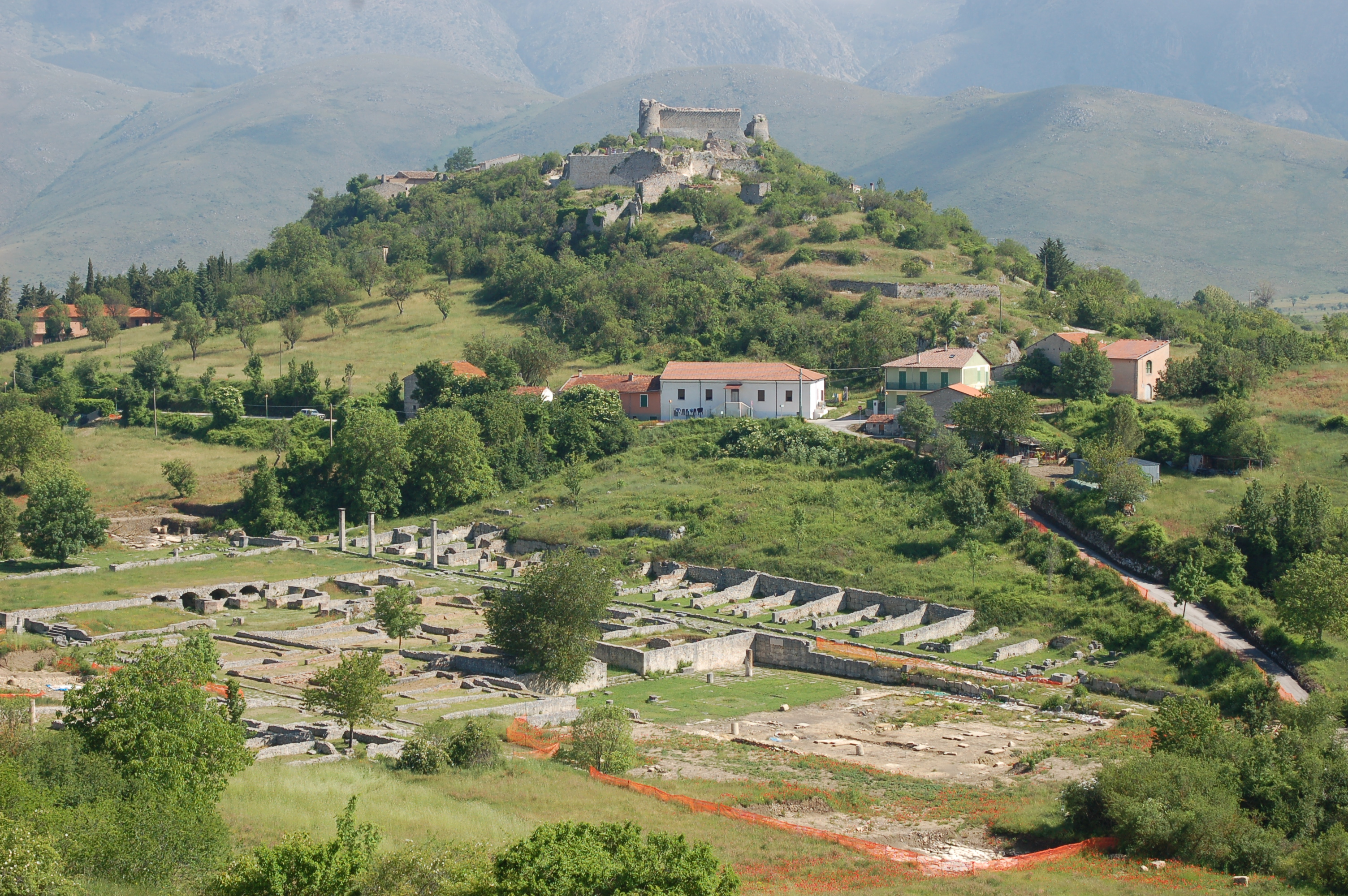
Veduta di Alba Fucens

Studiò all'Università Cattolica di Lovanio dove nel 1943 ottenne una licenza in filologia classica e un diploma in aggregazione nell'istruzione secondaria superiore. Nel 1946 seguì un dottorato in filologia classica, che concluse con una tesi dal titolo Messina: arte e storia, sintesi archeologica e topografica. Nel 1948 ottenne la licenza in archeologia classica all'Università di Lovanio. Ha inoltre studiato disegno decorativo e architettura per tre anni presso l'Istituto superiore di arti decorative Saint-Luc di Bruxelles.
La sua carriera di archeologo iniziò nel 1949. In seguito lavorò come addetto, assistente curatore, curatore e direttore della ricerca presso il servizio di scavo dei Musei reali dell'arte e della storia di Bruxelles. All'inizio della sua carriera si occupò principalmente di progetti di ristrutturazione dopo le distruzioni della seconda guerra mondiale. Joseph Mertens effettuò scavi archeologici in circa 130 comuni del Belgio riconoscendo, tra l'altro, l'importanza della fotografia aerea per il rilevamento dei siti archeologici.
Nel 1955 fu nominato docente all'Università Cattolica di Lovanio. Durante la sua carriera universitaria svolse molte ricerche topografiche. In Italia è stato direttore del Centro belga di ricerche archeologiche in Italia centrale e meridionale. Effettuò a cominciare dalla fine degli anni quaranta importanti scavi archeologici riscoprendo le città antiche di Alba Fucens (Abruzzo) ed Herdonia (Puglia).